# Coufavá
Coufavá je přírodní rezervace poblíž obce Vranov v okrese Brno-venkov. Důvodem ochrany je zachování přirozených smíšených porostů na brněnské vyvřelině.